# Nemanja Djurišić
Nemanja Djurišić (en serbe : Немања Ђуришић), né le 23 février 1992 à Podgorica en République fédérale de Yougoslavie, est un joueur monténégrin de basket-ball. Il évolue au poste d'ailier.

## Carrière
Au mois de juillet 2020, il s'engage avec l'Estudiantes Madrid pour la saison 2020-2021 de Liga Endesa.